# Хај Виком
Хај Виком (енгл. High Wycombe) је град у Уједињеном Краљевству у Енглеској. Према процени из 2007. у граду је живело 81.848 становника.

## Становништво
Према процени, у граду је 2008. живело 81.848 становника.
| 1981.  | 1991.  | 2001.  |
| ------ | ------ | ------ |
| 69.575 | 71.718 | 77.178 |

## Партнерски градови
- Келкхајм